# Corynomalus ruficornis
Corynomalus ruficornis es una especie de coleóptero de la familia Endomychidae.

## Distribución geográfica
Habita en Ecuador.